# Lobelia bambuseti
Lobelia bambuseti R.E. Fr. & T.C.E. Fr., 1922 è una pianta appartenente alla famiglia delle Campanulacee, endemica del Kenya.

## Distribuzione e habitat
L'areale della specie è circoscritto ai monti Aberdare e al monte Kenya.